# セラム
セラム（Selam）ないしディキカ・ベビー（Dikika Baby）は、アウストラロピテクス・アファレンシス（アファール猿人）の幼女の化石人骨で、2011年時点で発見されている中ではホミニン最古の幼児化石である。
2000年12月10日にエチオピアで発見された。標本番号は DIK-1-1 だが、後述するように、発表当初は「ルーシーの赤ちゃん」（Lucy's baby）とも呼ばれていた。ホミニンの化石人骨は多く見付かっているが、全身骨格となると非常に例が少ない。まして幼体は軟骨が多いことから骨が残りにくいにもかかわらず、セラムは全身の骨格が発見された点で高く評価されている。

## 発見
セラムは2000年12月10日に、ドイツのマックス・プランク進化人類学研究所に所属していたエチオピア人の古人類学者ゼレゼネイ・アレムゼゲド (Zeresenay Alemseged) によって発見された。エチオピアは重要な化石人骨が多く出土しているが、それらの発見はエチオピア人以外の調査チームによってなされたものばかりであった。セラムの発見は、地元エチオピア出身の研究者が初めて達成した業績という点でも特筆に価する。
発見場所は、アワッシュ川の南に位置する「ディキカ1」(Locality Dikika-1) と呼ばれる地域である。エチオピア北東部のこの一帯はその種の人骨が多く発見されてきた場所で、セラムが見付かったのも、アファール猿人の最初の全身骨格であるルーシーが見付かった場所と 4 kmしか離れていなかった。そのため、セラムはしばしば「ルーシーの赤ちゃん」と報道されることになった。しかし、ルーシーが生きていたのは318万年前のことなので、実際には332万年前のセラムの方が、15万年近く古い時代を生きていたことになる。
セラムは、アレムゼゲドの調査隊の一人が、斜面から露出していた頬骨を見つけたことがきっかけとなって発見された。残りの部分は砂岩に埋もれており、注意深く砂岩を削って骨格を取り出すのには5年以上を必要とした。また、発表がされた2006年の時点でさえ、まだ全身を取り出せていたわけではなかった。
この化石は発見直後にアディスアベバのエチオピア国立博物館 (National Museum of Ethiopia) に移送され、オリジナルから型取りされた最初の複製も同博物館内の古人類学研究所で作製された。
残りの骨格を取り出す作業と並行して分析が積み重ねられた。2006年9月21日には発見者らによる論文が『ネイチャー』に掲載され、前日にはその発見が公表された。そして、関連する記事は『サイエンティフィック・アメリカン』、『ナショナルジオグラフィック』などに順次掲載された。
日本でも9月21日に全国紙各紙が報じ、前述の『サイエンティフィック・アメリカン』の記事が『日経サイエンス』2007年3月号に、『ナショナルジオグラフィック』の記事が同誌日本版の2006年11月号に、それぞれ訳出された。

## 名称
アレムゼゲドらは公表に合わせてエチオピア国立博物館で記者会見を行なった。これは、エチオピアの文化観光省の指示によるものだった。その席上、この化石にもアムハラ語での名前が付けられるべきだという話になった（ルーシーもアムハラ語名「ディンキネシュ」を持っている）。「セラム」という名はその席上で聴衆から出され、アレムゼゲドらも賛同したことで付いた名である。偶然にも、アレムゼゲド本人の妻の名前も「セラム」だった。
これはアムハラ語で「平和」を意味する。エチオピアは化石人骨が多く見付かっているが、その一方で民族対立が続いて交戦している地域もある。このセラムが見つかったディキカ周辺もアファール人とイサ人という2つの民族の対立から不安定な状況になっている。「セラム」という愛称には、それらの地域に平和がもたらされるようにとの思いが込められているのだという。
もうひとつの名前「ディキカ・ベビー」は、アファール州のディキカ (Dikika) で発見されたことにちなんでいる。

## 保存状態と年代
前述の通り、セラムはその発見自体を高く評価する見解がある。それは、セラムの年代の古さ、年齢の幼さ、保存状態の良さの組み合わせに基づくものである。

### 年代
セラムが発見された地層を挟んでいる火山灰層をアルゴン-アルゴン法で測定した結果などから、彼女の年代が見積もられている。セラムはおよそ331万年前から335万年前の間に生きており、埋もれている位置からは332万年前とされた。前述のように、この年代はルーシーよりも古いものである。

### 年齢と性別
「ディキカ・ベビー」や「ルーシーの赤ちゃん」という愛称にも表れているように、この化石人骨は幼女のものであった。死亡時の年齢は3歳と見積もられている。この推測は、セラムの乳歯が全て生え揃っている上、生えていない永久歯も顎の中で形成過程にあることなどから導かれたものである。
性別の判定は、形成されていた永久歯の歯冠部を成体人骨から得られていた計測値と照合し、統計的処理を行うことで導かれた。ルーシーやAL444-2などの研究から、アファール猿人の性的二形の大きさは知られているが、第二次性徴を迎えておらずそうした特質が表れていない3歳児の性別は、こうした手法によって導く必要があったという。

### 保存状態
セラムの骨に、動物に襲われたりした傷跡は見られない。皮膚は残っていないが、埋没時には皮膚がついたままミイラ化したために、骨が散乱せずに済んだと推測されている。死後にも動物に襲われずに済んだ理由については、河川の氾濫によって時間をかけずに土砂に埋もれたことから説明される。このことは、同じ場所で発見された他の動物たちの骨の状態からも裏付けられている。アレムゼゲドらは死後まもなく氾濫に呑まれたと推測していた。ただし、セラムの死因は不明である。
幼児の骨には軟骨が多いなどの理由で、成人の骨に比べて残りにくい。しかし、上記のような好条件に恵まれたことで、良好な保存状態が保たれた。なお、セラムの次に古い幼児の骨格はシリアで発見されたネアンデルタール人のもの（約5万年前）で、セラムの古さや保存状態の良さを示すために、しばしば引き合いに出される。
発見された骨も多い。頭骨、胴体、肩甲骨などはほぼ完全で、脚の大部分も保存されており、残存部位は全体の約60%とも推定されている。猿人幼児の断片的な頭骨ならば、いわゆる「最初の家族」にも含まれていた。しかし、セラムはそれらと異なり、ルーシーでさえ失われていた顔面の骨がきれいに残されており、状態の良い頭骨に下顎骨がくっついたまま発見された。後者の発見は、アファール猿人の形態的特質に関して新たな知見を付け加えたと評価された。また、後述するように舌骨や完全な一対の肩甲骨などは、猿人では初めて発見された。

## 身体的特徴
セラムの全身骨格は、上半身が類人猿に近く、下半身がヒトに近い。彼女の発見は、アファール猿人の歩行に関して既に得られていた知見を裏付けるものであった。彼らは直立二足歩行をしてはいたが、体を揺すりながらであり、ずっと直立したまま歩き続けることはできなかった。まだ、彼らは樹上での生活に適応しており、普段はそちらでも暮らしていたと分析された。現在でこそディキカ周辺は荒涼としているが、沼地、草原、森林が入り混じっていた当時の環境にはよく適合していた。ただし、こうした分析については、後述するように異論もある。

### 脳
セラムの脳の容量は約330ccである。これは同い年のチンパンジーとあまり変わらないが、成長遅滞が見られる点で重要である。セラムの脳は成体のものと比べて65%から88%の大きさで、チンパンジーの脳の成長速度に比べて発達がやや遅い。
これは、直立二足歩行をするようになったことで母体の産道がせまくなり、脳の大きな個体を生むことが難しくなっていることに対応したものと考えられている。アファール猿人の成体の脳は大きいものでも530ccほどで、まだ脳が大型化しているとはいえないが、セラムによって、その時点ですでに脳の成長遅滞が認められることが明らかになったのである。
成長が遅い分、赤子は長い期間にわたって母親に掴まっていなければならないが、自分で母体にしがみつけるチンパンジーと異なり、アファール猿人は母親に抱えてもらっていたと推測されている。直立二足歩行で両手を使えるようになった母親は、子供を抱えることができるようになった代わりに自分で餌をとることができず、それが社会性を育んだ可能性も指摘されている。また、地面に置いた子供をあやす必要から、言語が発達したという仮説もある。

### 顔面
セラムには顔の骨も残されており、顔が前に突き出していることや鼻が低いことなど、原始的な要素を備えている。他方で、眉の部分が比較的隆起していないことや犬歯が小さめであることなどから、サルの骨と区別することができる。セラムの発見も、地表に露出していた頭骨からそれらの特色が読み取れたことによって導かれたものである。
また、アウストラロピテクス属の中でA.アフリカヌスではなくA.アファレンシスと確定した根拠として、A.アフリカヌスと比べた場合の鼻骨の小ささと狭さなどが挙げられている。

### 内耳
セラムの頭骨はCTスキャンにかけられた。この分析は、アディスアベバには適切な機器がなかったため、文化観光省の許可を得た上で、ケニアのナイロビに移送されて行われた。
それによってセラムの内耳の三半規管も分析され、それは現代人よりも類人猿のものに近いとされた。三半規管は平衡感覚に影響するため、アファール猿人は現代人のように機敏な歩行は難しかったと推測された。

### 舌骨
セラムには現代のゴリラなどに似た舌骨も残っていた。舌骨は頭蓋骨に固着していないことから、古い化石人骨で残っていることはほとんどない。全身骨格の40%が残っているといわれたルーシーや、66%が残っているトゥルカナ・ボーイにも舌骨は残っておらず、従来の最古記録はイスラエルで発見されたネアンデルタール人骨（約6万年前）であった。そのネアンデルタールの舌骨は現代人のものと酷似していたが、それよりも古いホミニンでの構造は不明だった。
発見者のアレムゼゲドは、彼女の発声はチンパンジーの鳴き声のようなものだったのではないかと推測している。舌骨はかつてその個体の言語能力を推測する要素とされていたが、それについては否定的な見解も出されている。ただ、いずれにしても、舌骨が残っていることは、セラムの保存状態の良さを示す傍証といえる。

### 上半身
上半身の骨格は比較的良好に保存されており、肋骨も脊柱に沿っており、生前のままのようだった。それらは全体的に類人猿との共通性が認められる。
残っていた部位で特筆すべきは完全な肩甲骨が残っていたことで、これはアウストラロピテクス属としては初めてだった。それはゴリラのものに似ており、指の長さはチンパンジーに似ていた。これらの特色からは、まだ樹上で枝をつかむことに適していたと判断された。
ただし、この事実をどう評価するかについては、それらの骨格的特長を樹上での生活も行なっていたことの証拠と見る発見者やジョハンソンの意見と、直立二足歩行と関係のない原始的特質が残り続けていただけで、それをもって樹上で生活していたとはいえないとするオーウェン・ラヴジョイ (Owen Lovejoy) らの意見の二通りに分かれる。
後者の論者の中には、肩甲骨がゴリラに似ているとする解釈自体に異論を唱えるものもいる。それによれば、肩甲棘（肩甲骨の突起部分）の両側にある筋肉がつく窪み部分の面積比は、ゴリラよりもヒトに近いのだという。
なお、これに関連する点として2011年には、土踏まずの発見を基に、アファール猿人は地上生活に完全に移行していたとする研究も発表された。

### 下半身
骨盤や股関節のあたりは残っていない。ただし、大腿骨、脛骨などは大部分保存されており、エンドウ豆やマカデミアナッツに喩えられるような小さなものではあるが膝蓋骨も見られる。ほかにも、踵の部分の幅広さや、膝から腰にかけての大腿骨の傾きなど、ほかにもヒトに近いとされる特徴は指摘されている。このように下半身は、類人猿に近い上半身と対照的に、現代人のものに近い特徴を示している。そのため、直立二足歩行が可能だった。

## 評価
残りにくい幼児人骨のうち、突出して古く保存状態も良かった。前述のように、この点を評価する論者は存在しており、日本の新聞で最初に報じられたときにも注目に値する点として、幼児人骨の残りにくさとセラムの完全さを対比する指摘がなされた。
発見者であるアレムゼゲド自身は、『ナショナル ジオグラフィック』誌において、「一生に一度の大発見です」とコメントしている。また、1974年に最も有名なアファール猿人「ルーシー」を発見したドナルド・ジョハンソン (Donald Johanson) は、2006年の公表直後に「ルーシーを20世紀最大の発見とすると」「この子はこれまでのところ、21世紀で最大の発見だ」と評した。
身体的特質を進化の段階とどう結びつけるのかは、上述の通り論者によって差異がある。しかし、どう評価するにせよ、キメラ的ともモザイク的とも評される上半身の原始性と下半身の先進性のギャップによって、身体部位ごとに進化の時期が違っていたことが顕著に確認できるという点では、専門家たちも一致している。
ただし、唯一の幼児全身骨格ということは、比較が不可能ということでもある。そのため、新たな個体の発見を待たねば、それがアファール猿人の典型的幼児か分からないという指摘も存在する。